# Grand Est
Grand Est is een regio van Frankrijk die op 1 januari 2016 is ontstaan door de samenvoeging van de regio's Elzas, Champagne-Ardenne en Lotharingen. Op 6 en 13 december 2015 waren er de eerste verkiezingen voor de 169 leden van de eerste Regionale Raad van, toen nog, Alsace-Champagne-Ardenne-Lorraine. President werd Jean Rottner (UMP)

## Naam
De wettekst gaf de voorlopige werknamen voor de meeste van de samengevoegde regio's. Hierbij wordt de naam van de voormalige samenstellende regio's gecombineerd, gescheiden door verbindingsstreepjes. Voor deze regio werd de voorlopige naam dus Alsace-Champagne-Ardenne-Lorraine (Elzas-Champagne-Ardennen-Lotharingen). Bij een internetstemming waarbij de keus was tussen vier mogelijke nieuwe namen, Acalie, Grand Est, Nouvelle-Austrasie en Rhin-Champagne, kreeg Grand Est 75% van de 277.000 uitgebrachte stemmen. Deze keuze werd op 29 april 2016 bevestigd door de Regionale Raad, op 28 september 2016 vastgesteld in een decreet van de Raad van State en per 30 september officieel.

## Verkeer en vervoer
In Frankrijk hebben de regio's bevoegdheden en budgetten gekregen om hun regionaal openbaar vervoersnetwerk te organiseren, bevoegdheden die vroeger bij de Franse staat en de departementen zaten. De regio's zijn de opdrachtgever voor de regionale trein- en touringcardiensten.

### Fluo
Fluo, soms Fluo Grand Est genoemd, is de merknaam van het openbaar vervoernetwerk (touringcar en trein) georganiseerd door deze regio. Het merk werd gelanceerd in de lente van 2019 en verenigt de voormalige interlokale busnetwerken van de tien departementen van de regio, plus het regionaal TER-vervoer (trein en touringcar) van de drie voormalige regio's. De lijnen gaan ook over de grenzen van de buurregio's en buurlanden.

#### TER Fluo
Het trein- en touringcargedeelte van het netwerk van Fluo dat gereden wordt door de SNCF (sinds 2016 onder de naam TER Grand Est), wordt sinds 2019 TER Fluo genoemd.
Voor de treindiensten sluiten ze contracten met de nationale spoormaatschappij SNCF af. De regio investeert in zijn eigen treinmaterieel en railinfrastructuur. Het treinmaterieel van de regio is herkenbaar door geplaatste regiologo's en een eigen kleurstijl.

## Departementale indeling van de regio
| Regio's vóór 2016                          | Departementen                              | Zetels |
| ------------------------------------------ | ------------------------------------------ | ------ |
| Alsace Elzas                               | 67 Bas-Rhin, Beneden-Rijn                  | 35     |
| Alsace Elzas                               | 68 Haut-Rhin, Boven-Rijn                   | 25     |
| Champagne-Ardenne Champagne-Ardennen       | 08 Ardennes, Ardennen                      | 11     |
| Champagne-Ardenne Champagne-Ardennen       | 10 Aube                                    | 11     |
| Champagne-Ardenne Champagne-Ardennen       | 51 Marne                                   | 19     |
| Champagne-Ardenne Champagne-Ardennen       | 52 Haute-Marne, Boven-Marne                | 8      |
| Lorraine Lotharingen                       | 54 Meurthe-et-Moselle, Meurthe en Moezel   | 24     |
| Lorraine Lotharingen                       | 55 Meuse, Maas                             | 8      |
| Lorraine Lotharingen                       | 57 Moselle, Moezel                         | 34     |
| Lorraine Lotharingen                       | 88 Vosges, Vogezen                         | 14     |
| Totaal aantal zetels in de Regionale Raad: | Totaal aantal zetels in de Regionale Raad: | 169    |

## Historische provincies
Auvergne-Rhône-Alpes ·  Bourgogne-Franche-Comté ·  Bretagne ·  Centre-Val de Loire ·  Grand Est ·  Hauts-de-France ·  Île-de-France ·  Normandië ·  Nouvelle-Aquitaine ·  Occitanie ·  Pays de la Loire ·  Provence-Alpes-Côte d'Azur
 Corsica
Overzeese regio's:  Frans-Guyana ·  Guadeloupe ·  Martinique ·  Mayotte ·  Réunion